# Sven Ekberg
Sven Gunnar Ekberg, född den 13 maj 1944 i Västervik, är en svensk journalist.
Efter att ha arbetat som reporter på bland andra Östgöta Correspondenten och Barometern kom han 1982 som nyhetschef till Radio Kalmar. Under tio års tid, 1986–1996, var han producent och programledare för sommarprogrammet Sommartid som direktsändes från Borgholm. Ekberg har också arbetat som producent för Förmiddag i P1 och var från 1993 programledare och producent för programmet Meny i P1 liksom nyhetsreporter på SVT/Smålandsnytt.
Han har gett ut flera mat- och kokböcker tillsammans med bland andra Karin Fransson och Måns Rossander. Ekberg är idégivare och upphovsman till Ölands Skördefest som varje höst lockar 250 000–300 000 besökare till Öland. Han har i samarbete med fotografen Niclas Wimmerberg och författaren Johan Theorin producerat två dokumentärfilmer: Över sund, över hav (2016) skildrar Ölands sjöfartshistoria från 1500-talet fram till Ölandsbrons invigning den 30 september 1972, medan Ur sund, ur hav (2018) är en berättelse om Ölands fiskehistoria och öns yrkesfiskare. 
Tillsammans med restauratören Lars-Olof Forsberg driver Ekberg företaget Ekberg & Forsberg AB, som bland annat producerar smaksatt rapsolja.
År 1990 blev Ekberg vald till Årets ölänning. Han har också fått Kalmar läns kulturpris, Gastronomiska akademiens Guldpenna samt tidningen Allt om Mats Gyllene Gaffeln.